# پاول هوربیگر
پاول هوربیگر (آلمانی: Paul Hörbiger؛ ‏ ۲۹ آوریل ۱۸۹۴ – ۵ مارس ۱۹۸۱) بازیگر سینما و تئاتر و همچنین فیلم‌نامه‌نویس اهل کشور اتریش بود.

## قسمتی از فیلم‌شناسی
- مرد سوم
- آسفالت
- جاسوس
- اپرت
- قلبم تو را می‌خواند